# Leitkultur
Leitkultur ist ein Begriff, der von dem Politologen Bassam Tibi in die politikwissenschaftliche Debatte eingeführt wurde, um einen auf europäischen Werten basierenden gesellschaftlichen Konsens zu beschreiben, der als Klammer zwischen Deutschen und Migranten dienen soll. Nach einem Artikel des CDU-Innenpolitikers Jörg Schönbohm aus dem Jahr 1998 und einem Zeitungsinterview mit dem CDU-Abgeordneten Friedrich Merz im Jahr 2000 wird der Begriff in der politischen Diskussion – verengt als „deutsche Leitkultur“ – im Zusammenhang mit dem Themenkomplex Zuwanderung und Integration von Einwanderern bzw. als Gegenbegriff zum Multikulturalismus verwendet. Der Begriff der „deutschen Leitkultur“ impliziere, dass alle Deutschen trotz ihrer Individualität Gemeinsamkeiten hätten. Der Begriff wird im rechtspopulistischen Spektrum verwendet, um sich von vermeintlich Fremden abzugrenzen.

## Definition von Bassam Tibi – Der Begriff der „europäischen Leitkultur“
1996 veröffentlichte Bassam Tibi in der Beilage Aus Politik und Zeitgeschichte der Wochenzeitung Das Parlament seinen Beitrag Multikultureller Werte-Relativismus und Werte-Verlust. Darin und in seinem 1998 veröffentlichten Buch Europa ohne Identität? Die Krise der multikulturellen Gesellschaft begründete er die Forderung nach einer europäischen Leitkultur, die auf westlich-liberalen Wertevorstellungen basiere: „Die Werte für die erwünschte Leitkultur müssen der kulturellen Moderne entspringen, und sie heißen: Demokratie, Laizismus, Aufklärung, Menschenrechte und Zivilgesellschaft“. Diesen Werten müsse im öffentlichen Raum Vorrang vor religiösen Normen eingeräumt werden.
Die Notwendigkeit einer Leitkultur in Deutschland begründet Tibi damit, dass hier Identität durch Ethnizität definiert sei und dass Deutschland als Kulturnation Einwanderern keine Identität bieten könne. Wenn die Deutschen die Einwanderer in ihre Kulturnation integrieren wollten, müssten sie eine Leitkultur definieren: „Zu jeder Identität gehört eine Leitkultur!“

Für Tibi ist eine Leitkultur im Sinne eines Wertekonsenses als Klammer zwischen Deutschen und Migranten unerlässlich: 

„Eigentlich bedeutet Leitkultur nichts anderes als eine Hausordnung für Menschen aus verschiedenen Kulturen in einem werteorientierten Gemeinwesen.“

In anderen Demokratien sei es selbstverständlich, dass ein Konsens über Werte und Normen als Klammer zwischen den im Gemeinwesen lebenden Menschen, unabhängig von ihrer Religion, Ethnie oder Ursprungskultur, nötig sei. Er will sein Konzept nicht als deutsche Leitkultur missverstanden sehen. Vielmehr müsse die Leitkultur der Integration für Deutschland betont europäisch sein.
2001 warnte Tibi, ein Europa als „Multi-Kulti-Sammelwohngebiet ohne eigene Identität“ drohe zu einem „Schauplatz für ethnische Konflikte und für religiös gefärbte, politisch-soziale Auseinandersetzungen zwischen Fundamentalismen“ zu werden, da einige Islamisten glaubten, Europa islamisieren zu können. Um einen tatsächlichen Kulturpluralismus zu ermöglichen, sei eine verbindliche europäische Leitkultur nötig, als die Tibi die kulturelle Moderne mit ihrer Verwurzelung in Aufklärung, Säkularisierung und Toleranz bezeichnet.
Tibis Begriff Europäische Leitkultur bezeichnet einen Wertekonsens basierend auf den Werten der „kulturellen Moderne“ (Jürgen Habermas) und beinhaltet:
- Vorrang der Vernunft vor religiöser Offenbarung,
- Demokratie, die auf der Trennung von Religion und Politik basiert,
- Pluralismus und
- Toleranz

Im Rahmen der Debatte über Integration von Migranten in Deutschland regte Bassam Tibi an, eine solche europäische Leitkultur für Deutschland zu entwickeln. Er sprach sich für Kulturpluralismus mit Wertekonsens, gegen wertebeliebigen Multikulturalismus und gegen Parallelgesellschaften aus. Er stellte „Einwanderung“ (gesteuert, geordnet) gegen „Zuwanderung“ (wildwüchsig, einschließlich illegaler Migration und Menschenschmuggels). In der sich anschließenden Debatte tauchten auch Begriffe wie „Westliche Leitkultur“ oder „Christliche Leitkultur“ auf. Die Verbindung mit solchen spezifischen kulturellen Konstrukten beurteilte Tibi als gefährlich, er sei missverstanden worden. Es gehe ihm durchaus nicht darum, zwischen einer deutschen Leitkultur und dem Islam zu unterscheiden. Stattdessen plädierte er für einen Euro-Islam, der mit einer multireligiösen europäischen Leitkultur koexistieren könne.

## „Deutsche Leitkultur“ in der politischen Diskussion

### Jörg Schönbohm (1998)
Der CDU-Innenpolitiker Jörg Schönbohm gilt, mit seinem am 22. Juni 1998 in der Berliner Zeitung veröffentlichten Artikel, in dem er den Begriff der „deutschen Leitkultur“ prägte, als Erfinder und Auslöser der Debatte um diese Bezeichnung. In den Folgejahren verwendete Jörg Schönbohm immer wieder die Formulierung „deutsche Leitkultur“ 2006 äußerte er in einem Gespräch mit n-tv, dass er versuche den Begriff zu vermeiden. 2007 hieß es im Deutschlandradio Kultur unter der Überschrift „Schönbohm verteidigt Begriff Leitkultur“ Der brandenburgische Innenminister Jörg Schönbohm sieht in dem Entwurf für das neue CDU-Programm das Gesellschaftsbild der Partei verankert. Aus diesem Gesellschaftsverständnis leite sich auch der Begriff Leitkultur her, sagte Schönbohm.

### Friedrich Merz (2000)
Zu einer breiten öffentlichen Diskussion kam es, als Friedrich Merz, damals Vorsitzender der CDU/CSU-Fraktion im Deutschen Bundestag, am 18. Oktober 2000 in der Rheinischen Post forderte, dass sich „Zuwanderer, die auf Dauer hier leben wollen, einer gewachsenen freiheitlichen deutschen Leitkultur anpassen“ müssten. An den Umstand, dass der Begriff „deutsche Leitkultur“ von Sommer geprägt worden war, hatte Ernst Benda während der polemisch geführten öffentlichen Diskussion in einem Leserbrief an die FAZ erinnert. Merz bezog sich danach ausdrücklich auf Sommer; dieser wies die Bezugnahme jedoch zurück: er habe sich nur für Integration, aber nicht gegen Zuwanderung ausgesprochen. Aufmerksamkeit erregte insbesondere die Kritik des Präsidenten des Zentralrats der Juden in Deutschland Paul Spiegel an der Verwendung des Wortes „Leitkultur“; er sagte, die erste Silbe setze Hierarchie voraus. Bassam Tibi wehrte sich gegen die politische Instrumentalisierung und sprach von einer „mißglückten deutschen Debatte“. Der Begriff „deutsche Leitkultur“ stieß teilweise auf öffentliche Ablehnung und wurde als „Steilvorlage für die Neue Rechte“ bezeichnet. So schrieb Jürgen Habermas: „In einem demokratischen Verfassungsstaat darf auch die Mehrheit den Minderheiten die eigene kulturelle Lebensform – so weit diese von der gemeinsamen politischen Kultur des Landes abweicht – nicht als sogenannte Leitkultur vorschreiben.“
Im Oktober 2000 hatte Merz die politische Variante des Leitkultur-Begriffes im Rahmen der Debatte über die Änderung des Einwanderungsrechts formuliert, um damit notwendige Regeln für Einwanderung und Integration als freiheitliche demokratische deutsche Leitkultur zu begründen. Er argumentierte damit gegen Multikulturalismus und Parallelgesellschaften. Wie vor ihm Schönbohm forderte Merz, Zuwanderer müssten die „deutsche Leitkultur“ respektieren. Sie hätten einen eigenen Integrationsbeitrag zu leisten, indem sie sich den in Deutschland gewachsenen kulturellen Grundvorstellungen annäherten. Merz verlangte des Weiteren eine Einwanderungsregelung mit dem Ziel, jährlich nur etwa 200.000 Ausländer aufzunehmen. Bei mehr würde die „Integrationsfähigkeit“ der einheimischen Bevölkerung überfordert. Damit politisierte Merz den Begriff der Leitkultur und richtete ihn gegen die Rot-grüne Koalition, die damals die Regierung stellte.
In der Folge wurde zwischen Opposition und Regierungskoalition Kritik vor allem seitens der Koalitionsparteien laut. Cem Özdemir (Bündnis 90/Die Grünen) sagte dazu, in der Einwanderungspolitik müsse es um Integration, nicht um Assimilation der Zuwanderer gehen. Özdemir betonte, wer unter dem Begriff der „deutschen Leitkultur“ den Versuch verstehe, Menschen zu assimilieren, sozusagen um jeden Preis ihre Anpassung an hiesige Lebensverhältnisse fordere, der verkenne die gesellschaftliche interkulturelle Realität in Deutschland.

### Norbert Lammert (2005)
Bundestagspräsident Norbert Lammert (CDU) forderte 2005 in einem ZEIT-Interview eine Fortsetzung der Debatte um die „Leitkultur“, da die erste „sehr kurze Debatte voreilig abgebrochen“ worden sei: „Zu den Auffälligkeiten dieser Kurzdebatte gehörte, dass es eine breite, reflexartige Ablehnung des Begriffes gab, obwohl – oder weil – sich in der Debatte herausstellte, dass es eine ebenso breite Zustimmung für das gab, worum es in der Debatte ging“. Lammert forderte später in einem Gastbeitrag in der Zeitung Die Welt, eine Diskussion über die Leitkultur auch auf europäischer Ebene zu führen, um die Möglichkeit der Identitätsbildung in einer multikulturellen Gesellschaft zu eruieren: „Wenn ein Europa der Vielfalt nationale Identitäten bewahren und dennoch eine kollektive Identität entwickeln soll, braucht es eine politische Leitidee, ein gemeinsames Fundament von Werten und Überzeugungen. Eine solche europäische Leitidee bezieht sich notwendigerweise auf gemeinsame kulturelle Wurzeln, auf die gemeinsame Geschichte, auf gemeinsame religiöse Traditionen“ (Die Welt, 13. Dezember 2005).
Im Zusammenhang mit dem sogenannten „Karikaturenstreit“, bei dem im Februar 2006 in muslimischen Ländern mit meist gewalttätigen Protesten und Gewaltaufrufen von fanatischen Muslimen auf die Veröffentlichung von Mohammed-Karikaturen reagiert worden war, erneuerte Lammert seine Forderung nach einer Debatte über Leitkultur. Der Streit um die Mohammed-Karikaturen zeige „die Unvermeidlichkeit einer solchen Selbstverständigung unserer Gesellschaft über gemeinsame Grundlagen und ein Mindestmaß an gemeinsamen Orientierungen“.
Ein reiner Verfassungspatriotismus reiche nicht aus, da jede Verfassung von kulturellen Voraussetzungen lebe, die „ja nicht vom Himmel“ fielen. Grundrechte wie die Presse- und Meinungsfreiheit müssten von einem gesellschaftlichen Konsens getragen werden. Die Zusammenhänge zwischen Rechten und Ansprüchen auf der einen Seite und kulturellen Überzeugungen auf der anderen müssten vor dem Hintergrund einer multikulturellen Gesellschaft in einer grundlegenden Debatte wiederhergestellt werden. Die „bestenfalls gut gemeinte, aber bei genauerem Hinsehen gedankenlose“ Vorstellung von Multikulturalität sei inzwischen an ihr „offensichtliches Ende“ gekommen. Multikulturalität könne nicht bedeuten, dass in einer Gesellschaft alles gleichzeitig und damit nichts mehr wirklich gelte. In Konfliktsituationen müsse klar entschieden werden, was Geltung beanspruchen könne und was nicht. Lammert betonte dabei, dass er bewusst nie von „deutscher Leitkultur“ gesprochen habe. Das, was für die in Deutschland grundlegende Kultur prägend sei, gehe weit über nationale Grenzen hinaus. Daher sei, wenn der Begriff überhaupt einen Zusatz verdiene, angemessener von einer „europäischen Leitkultur“ zu sprechen.

### CDU, CSU und AfD (2007–2024)
2007 griff der CDU-Generalsekretär Ronald Pofalla den Begriff erneut auf, um ihn in das 4. Grundsatzprogramm der CDU zu übernehmen. In dem am 4. Dezember 2007 beschlossenen Grundsatzprogramm ist von einer „Leitkultur in Deutschland“ die Rede.
Im Grundsatzprogramm der CSU befindet sich seit dem 28. September 2007 ein Bekenntnis zur „deutschen Leitkultur“, die durch „Sprache, Geschichte, Traditionen und die christlich-abendländischen Werte“ gebildet werde, was die CSU 2016 in „Leitkultur unseres Landes“ abwandelte. 2010 definierte CSU-Generalsekretär Alexander Dobrindt die deutsche Leitkultur als „das Christentum mit seinen jüdischen Wurzeln, geprägt von Antike, Humanismus und Aufklärung“.
Im Februar 2016 urteilte der stellvertretende Bundesvorsitzende der CDU Armin Laschet in Bezug auf flüchtlingsfeindliche Angriffe in Sachsen, „die Integration mancher Deutscher in unsere Leitkultur sei gescheitert“.
Im Mai 2016 bekannte sich die AfD in ihrem Parteiprogramm zu einer deutschen Leitkultur, die als Gegenbegriff gegen die „Ideologie des Multikulturalismus“ bezeichnet wird. Die deutsche Leitkultur fuße auf dem Christentum, auf den auf der Antike wurzelnden geistigen Strömungen der Renaissance und der Aufklärung mit ihren Ansätzen zu einem wissenschaftlich-humanistischen Denken sowie auf dem römischen Recht. Diese Traditionen würden Deutschlands freiheitlich-demokratische Grundordnung und dem Rechtsstaat zugrunde liegen und auch im Alltag den Umgang der Geschlechter und der Generationen miteinander bestimmen.
Im September 2016 legten die Abgeordneten Markus Blume (CSU), Johannes Singhammer (CSU) und Michael Kretschmer (CDU Sachsen) – nicht zuletzt angesichts der Erfolge der AfD bei den Landtagswahlen – einen „Aufruf zu einer Leit- und Rahmenkultur“ vor. In ihm bezeichneten sie Leitkultur als „verbindende Rahmenkultur“, „nicht den kleinsten gemeinsamen Nenner, sondern das Fundament unseres Zusammenlebens“. In gesellschaftlich unruhigen Zeiten bräuchten die Menschen Orientierung, die sie in Begriffen wie „Heimat und Patriotismus“ sowie in der „Leitkultur“ finden würden. Konkret wurden der Gebrauch der deutschen Sprache, bewährte Umgangsformen, die geistige Tradition der Aufklärung sowie Deutschlands Nationalsymbole wie die Fahne und die Hymne genannt.
Im Mai 2017 kritisierte die Beauftragte der Bundesregierung für Migration, Flüchtlinge und Integration Aydan Özoğuz (SPD) die Verwendung des Begriffs, da angesichts der gelebten kulturellen Vielfalt in Deutschland „eine spezifisch deutsche Kultur […] jenseits der Sprache schlicht nicht identifizierbar“ sei. Anstelle der Idee einer Leitkultur schlug sie einen „Gesellschaftsvertrag mit den Werten des Grundgesetzes als Fundament und gleichen Chancen auf Teilhabe als Ziel“ vor. Hierfür wurde sie während des Bundestagswahlkampfs 2017 von dem AfD-Politiker Alexander Gauland rassistisch beschimpft.
Der Begriff der Leitkultur fand Eingang in die Präambel und Artikel des Bayerischen Integrationsgesetzes (BayIntG) vom 13. Dezember 2016. 2017 reichten SPD und Grüne beim Bayerischen Verfassungsgerichtshof Klage gegen das Gesetz ein. Er entschied, das Gesetz sei in Teilen verfassungswidrig. Auch rückblickend kritisierten die bayerischen Grünen diese Definition der Leitkultur als „chauvinistisch“ und stellten fest, dass in der Definition den bereits geltenden Verfassungswerten nur „schwache Allgemeinplätze“ und „rechtlich wenig greifbare Begriffe“ wie „christliches Abendland“ und Brauchtum, Sitten und Traditionen hinzugefügt worden seien. Es sollte nach Ansicht der Grünen „ein Widerspruch zwischen den Einwanderern aus dem sogenannten Morgenland und der Kultur des Abendlandes suggeriert werden, um sich begrifflich über sie erheben zu können.“ Dem widersprechend behaupten sie, dass die aktuellen Werte der Gesellschaft stärker in der Aufklärung und nicht nur in den Traditionen des Christentums zu finden seien und dass statt des Gegensatzes zwischen Abendland und Morgenland Jahrtausende alte muslimische Kulturen in Europa und ebenso alte christliche Kulturen im Orient zu finden seien. Die Veränderlichkeit von Traditionen und Brauchtum führe darüber hinaus dazu, dass „längst auch der Ramadan zum Brauchtum Bayerns gehört“.
Im Mai 2024 beschloss die CDU auf ihrem Berliner Parteitag ein neues Grundsatzprogramm, in dem sie sich zu einer Leitkultur bekennt, die über die Werte des Grundgesetzes hinausgehe: Dazu gehöre auch „das gemeinsame Bewusstsein von Heimat und Zugehörigkeit“, das Verständnis deutscher Traditionen und Bräuche, für ehrenamtliches Engagement und Vereinsleben sowie für deutsche Kultur, deutsche Sprache und deutsche Geschichte sowie der Verantwortung, die daraus resultiere. Ausdrücklich rechnet das Programm auch das Bekenntnis zum Existenzrecht Israels zur deutschen Leitkultur, die jemand leben müsse, der die deutsche Staatsbürgerschaft erhalten wolle.

### Thomas de Maizière (2017)
Am 30. April 2017 regte Bundesinnenminister Thomas de Maizière (CDU) eine neue Diskussion zur deutschen Leitkultur an. Er schrieb in seinem Gastbeitrag für Bild am Sonntag, er wolle mit diesen Thesen zu einer Diskussion einladen und stellte zehn Eigenschaften einer solchen vor. Dazu zählte er soziale Gewohnheiten wie Händeschütteln, das Zeigen des eigenen Gesichts (im Gegensatz zu einer Verschleierung) und die Nennung des eigenen Namens bei der Begrüßung. Weitere Elemente einer deutschen Leitkultur seien Allgemeinbildung, der Leistungsgedanke, das Erbe der deutschen Geschichte mit dem besonderen Verhältnis zu Israel und der kulturelle Reichtum. De Maizière thematisierte auch die Religionsfreiheit, weltanschauliche Neutralität und einen „aufgeklärten Patriotismus“.
De Maizière wurde von mehreren Seiten, zum Teil heftig, kritisiert. Olaf Zimmermann, Geschäftsführer des Deutschen Kulturrates und Koordinator der Initiative Kulturelle Integration, die unter anderem vom Bundesministerium des Innern mitgetragen wird, sagte im Deutschlandfunk Kultur (DLF Kultur): „Mit seinen zehn Thesen für eine Deutsche Leitkultur […] hat Bundesinnenminister Thomas de Maizière eine gemeinsame politische Initiative für eine kulturelle Wertedebatte verprellt, an der auch sein eigenes Haus beteiligt ist“ und man habe sich im Vorfeld eines Hauptvortrages von de Maizière „explizit darauf geeinigt, den Begriff Leitkultur nicht zu verwenden, um eine sachliche Debatte zu ermöglichen.“ Robert Habeck, Spitzenkandidat der Grünen zur Landtagswahl Schleswig-Holstein 2017, wurde zitiert mit „Wer seine Heimat liebt, spaltet sie nicht“. Heribert Prantl von der Süddeutschen Zeitung argumentierte „Warum de Maizières Leitkultur-Katalog gesellschaftsschädlich ist“.
Habermas erklärte die Propagierung einer deutschen Leitkultur für unvereinbar mit einer liberalen Auslegung des Grundgesetzes. Der Journalist und Islamwissenschaftler Fabian Köhler fühlte sich an die Zehn Gebote der Jungpioniere erinnert und kommentierte unter der Überschrift „Unsere Fahnenappelle sind die Integrationsdebatten“. De Maizières zehn Thesen wurden auch als Wahlkampf für die Landtagswahl in Schleswig-Holstein 2017 am 7. Mai, für die Landtagswahl in Nordrhein-Westfalen 2017 am 14. Mai sowie für die Bundestagswahl 2017 am 24. September gedeutet. Heide Oestreich von der taz verwies auf die Werte der freiheitlichen Demokratie, die gerade in der Zulassung anderer Meinungen und der Wertschätzung anderer Kulturen bestehe. Insofern widerspreche jede Forderung nach einer Leitkultur der freiheitlichen Demokratie. Jochen Bittner von der Zeit bedauerte, dass de Maizière den unpassenden Begriff der Kultur gewählt habe, die sich in der Tat niemand von Staats wegen vorschreiben lassen müsse. Dadurch werde die – auch mit Blick auf das Böckenförde-Diktum – wichtige Debatte darüber behindert, welche über den Rechtekatalog des Grundgesetzes hinausgehenden Werte dem Zusammenleben in einer freiheitlichen Gesellschaft zugrunde liegen sollten. Laut Ralph Ghadban könne der Vorschlag von de Maizière hilfreich sein. Seine Kritiker würden sich auf einen reinen Verfassungspatriotismus beschränken und lehnten die kulturelle Dimension ab. Das Grundgesetz sei jedoch nur eine Verrechtlichung der Menschenrechte, es erkläre sie nicht. Die Begründung dieser Rechte liefere die Aufklärung oder das Christentum. Die Muslime seien aufgefordert, ihre Religion so zu reformieren, dass sie diese Werte begründet.
Bassam Tibi fühlt sich als Schöpfer des Begriffs „Leitkultur“ und als Urheber des damit verbundenen Integrationskonzepts sowohl von De Maizières als auch von seinen Kritikern „genervt“ und von der CDU ebenso wie von den Links-Grünen „schwer falsch verstanden, ja missbraucht“. Wer keine europäische Identität und europäische Leitkultur wolle, so sein Resümee, bekomme stattdessen eine islamische Leitkultur für Europa.

### Weitere

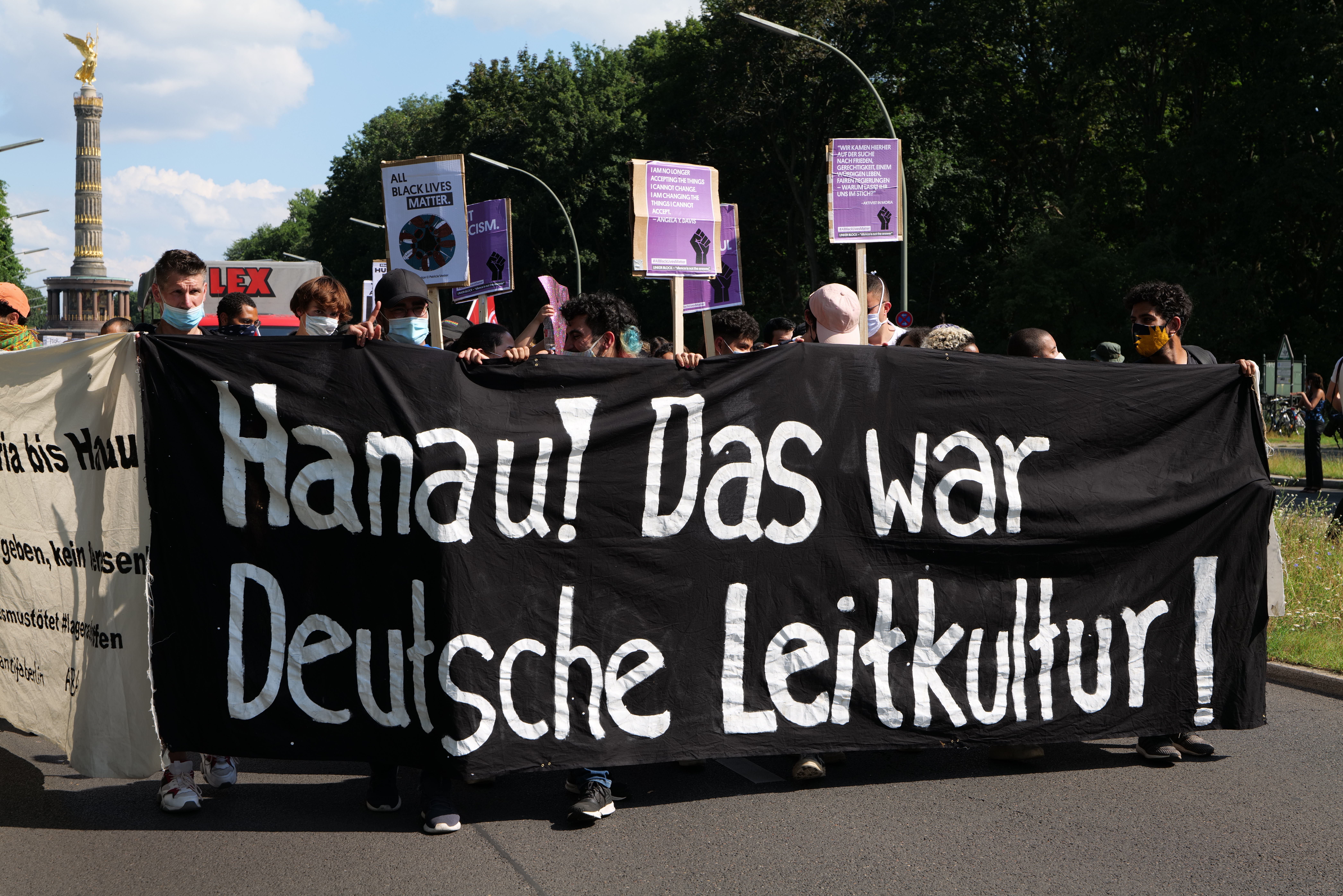
Banner der Migrantifa zum Anschlag in Hanau 2020

2000 wurde Leitkultur bei der Wahl für das Wort des Jahres auf den 8. Platz gewählt, Deutsche Leitkultur im gleichen Jahr von der Pons-Redaktion zum „Unwort des Jahres“.
Der Ökonom Thomas Straubhaar hebt hervor, dass zur Leitkultur womöglich nicht mehr erforderlich sei als „das Grundgesetz mit seinen Verästelungen“ sowie möglicherweise die gemeinsame Sprache.
Der Historiker Andreas Rödder meint, dass eine Gesellschaft ohne Leitkultur, ohne allgemein geteilte Vorstellungen von falsch und richtig nicht überleben könne.
Der CDU-Politiker Jens Spahn forderte im Februar 2018, kurz bevor er im Monat darauf Bundesgesundheitsminister wurde, dass an Schulen im Unterricht eine deutsche Leitkultur vermittelt werden sollte. Dabei gehe es um „Anstand, Werte, Tugenden“. Er bezeichnete die CDU in diesem Zusammenhang als „Partei der Leitkultur“.
Der ehemalige Außenminister und Vizekanzler Joschka Fischer erklärte in einem Interview im Januar 2024 hinsichtlich der Migrationsdebatte, die politisch Linken habe sich „von der Union in eine Scheindebatte über eine Leitkultur […] verwickeln lassen“. Er erklärte: „Unsere Leitkultur ist das Grundgesetz. Punkt. Wer hierherkommt, kommt in den Geltungsbereich des Grundgesetzes. Und wer das nicht akzeptiert, der hat sich in der Adresse geirrt.“

## Österreich
Auch im politischen Diskurs Österreichs wird der Begriff verwendet. Vor allem Politiker der rechtspopulistischen FPÖ greifen auf ihn zurück, doch wird er auch von Vertretern der christlich-konservativen ÖVP benutzt. Ihr gehört Andreas Khol an, der 2005 als Präsident des Nationalrates dazu aufrief, die Homogenität der österreichischen Gesellschaft zu bewahren, und dabei auch die Leitkultur bemühte. Im Mai 2006 kam Innenministerin Liese Prokop (ebenfalls ÖVP) im Zusammenhang mit einer Studie des Juristen Mathias Rohe, die ihrer Ansicht nach bewies, dass konservative Muslime unzureichenden Integrationswillen zeigten, auf die Forderung nach einer Leitkultur zu sprechen.

## Wissenschaft
Der Historiker Paul Nolte spricht in seiner Schrift Generation Reform. Jenseits der blockierten Republik (2004) von einer bürgerlichen Leitkultur, an der sich die Neue Unterschicht zu orientieren habe.
Laut der Ethnologin Irene Götz geht mit der Forderung, Einwanderer hätten sich an eine Leitkultur im Sinn einer normativ verstandenen, verbindlichen nationalen Kultur anzupassen, die soziale Konstruktion dieser nationalen Kultur einher. Real existiere eine solche „homogenisierende, territorial gebundene Entität“ aber nicht. Was zur nationalen Kultur dazugehöre, werde vielmehr je nach Region, Weltanschauung und Zeit ganz unterschiedlich definiert. Empirisch ließe sich allenfalls ein durch Sozialisation vermittelter „nationaler Habitus“ nachweisen, doch verliere dieser aufgrund von Migrationen, Medienkonsum, Globalisierung und dem allgemeinen Bedeutungsverlust der Nation zunehmend seinen prägenden Einfluss. Die wieder aufflammende Debatte um eine deutsche Leitkultur, in der das Staatsvolk der Bundesrepublik Deutschland als ethnos verstanden werde, sei eine Reminiszenz an die Zeit vor dem Konzept einer postnationalen Gesellschaft und dem demos-Gedanken, die nach dem Zweiten Weltkrieg propagiert wurden.
Laut der österreichischen Erziehungswissenschaftlerin Barbara Herzog-Punzenberger gilt der der Begriff Leitkultur in der Ethnologie als äußerst problematisch, weil er nur vage definiert sei, dabei aber scharf polarisiere und Gruppen, die ohnedies bereits gesellschaftlich marginalisiert seien, ausgrenze. Die Behauptung, es gebe eine Leitkultur, spalte die Gesellschaft in „Wir“ und „die Anderen“. Dieses Othering werde der real bestehenden Diversität der Gesellschaft nicht gerecht.

Der Philosoph Heiner Bielefeldt plädiert dafür, auf den Begriff der Leitkultur zu verzichten. Wenn es in ihm nur um Selbstverständlichkeiten wie Beherrschung der deutschen Sprache und Akzeptanz der Werte des Grundgesetzes ginge, wäre er überflüssig; tatsächlich schwinge aber immer ein „semantischer Überschuss“ mit, es sei immer noch etwas mehr gemeint, das aber unbestimmt bleibe. Gleichzeitig werde der Begriff oft mit einer gewissen Verbindlichkeit assoziiert, da man ihn als Gegenbegriff zur als beliebig wahrgenommenen multikulturellen Gesellschaft in Stellung bringe. Damit erhalte er eine „antipluralistische Schlagseite“ und werde von Minderheiten, zu deren Integration er doch eigentlich einladen wolle, als Zumutung abgelehnt. Dies gelte umso mehr, als die Forderung, sich einer Leitkultur zu unterwerfen, ausschließlich an die Migranten gerichtet sei. Zustimmend zitiert Bielefeldt den deutsch-iranischen Orientalisten Navid Kermani: 

„Das Grundgesetz ist verbindlicher und präziser als jeder denkbare Begriff einer Leitkultur; zugleich deutet sich darin keine Hierarchie der Menschen an, sondern allenfalls der Werte und Handlungen. Vor dem Grundgesetz sind alle gleich, in einer Leitkultur nicht.“

In seinem Buch Identity (dt. Identität – Wie der Verlust der Würde unsere Demokratie gefährdet, 2019) unternimmt der US-amerikanische Politologe Francis Fukuyama den Versuch einer Rehabilitierung des „Leitkultur“-Begriffs unter Rückbezug auf Bassam Tibis ursprünglich angelegten Bedeutungsinhalt. Da durch die zunehmende Entwicklung der westlichen Länder zu einem ausgleichsgerechten Sozialstaat „jede marginalisierte Gruppe auf einer besonderen Identität bestehen konnte, die sich von jener der Mehrheitsgesellschaft unterscheidet und dafür Respekt verlangt“, sei der „seit 30 Jahren andauernde Trend ausufernder sozioökonomischer Ungleichheit“ in den meisten liberalen Demokratien aus dem Auge linker Politik geraten. Dadurch greife in größeren gesellschaftlichen Gruppen, die sich nicht so leicht in einzelne sub-identische Minoritäten aufteilen lassen, etwa die Landbevölkerung oder die traditionelle Arbeiterklasse, das Gefühl der Benachteiligung und der gesellschaftlichen Geringschätzung. Statt über jenen, von Populisten instrumentalisierbaren Trend intensiver nachzudenken und ihn rückgängig zu machen, habe sich die Linke mit dem „Substitut“ der Erfüllung identitärer Minoritätenprogramme zufriedengegeben – zu Lasten des gesellschaftlichen Zusammenhalts. Eine „Leitkultur“ im Sinne Bassam Tibis erscheint Fukuyama daher erforderlich für eine „inkludierende Bekenntnisnation“ auf der Grundlage gemeinsamer demokratischer Grundwerte. Diese „Leitkultur“ einer gemeinsamen Wertegrundhaltung helfe, das Auseinanderdriften der Gesellschaft und den Kampf unterschiedlicher ethnischer, sozialer und sonstiger Bekenntnisminderheiten gegeneinander zu verhindern.